# Yabla
Yabla Inc. ist ein Online-Unternehmen für computergestütztes Sprachenlernen (CALL), das interaktive Videos verschiedener Schwierigkeitsgrade und Genres anbietet (einschließlich Fernsehdramen, Musikvideos, Animationen, Interviews und Grammatik-/Vokabelunterricht). Yabla ist derzeit auf Spanisch, Französisch, Italienisch, Deutsch, Portugiesisch und Englisch verfügbar. Yabla mit Sitz in New York City wurde 2001 gegründet und begann 2005, Abonnenten für seine französischen und spanischen Websites zu akzeptieren. Sein Kundenstamm besteht hauptsächlich aus englischen Muttersprachlern aus den Vereinigten Staaten, Kanada, Großbritannien und Australien.

## Der Yabla-Player
Der interaktive Yabla-Videoplayer enthält zweisprachige Untertitel, die je nach Wunsch des Benutzers unabhängig voneinander angezeigt oder ausgeblendet werden können. Benutzer können auch auf ein Wort in den Bildunterschriften klicken, um dessen Definition in einem integrierten Wörterbuch anzuzeigen und es einer Liste von Karteikarten hinzuzufügen. Der Yabla-Player verfügt außerdem über eine tonhöhenkorrigierte langsame Wiedergabe, die es Benutzern ermöglicht, die Sprache in jeder Bildunterschrift zu verlangsamen. Eine Übung zur Wiederholung des Wortschatzes und ein Hörspiel mit Lückentexten bieten weitere Möglichkeiten zur Benutzerinteraktion.

## Abonnenten und Bildungspartner
Yabla bietet einen abonnementbasierten Dienst an, der sich an Einzelpersonen, Gymnasien, Universitäten und andere Organisationen richtet. Zu den Yabla-Abonnenten zählen Institutionen wie die U.S. Military Academy, das Außenministerium der Vereinigten Staaten und die University of Michigan. Institutionen haben die Möglichkeit, Yabla-Funktionen und -Inhalte an ihre spezifischen Bedürfnisse anzupassen. Im Jahr 2014 lieferte Yabla Videos und Technologie für das Spanisch-Lehrbuch für Universitäten Dos Mundos von McGraw-Hill Education.

## Studie der Iowa State University
Eine Studie zu LoMásTv  (der frühere Name der spanischen Website von Yabla) wurde von Cristina Pardo-Ballester von der Iowa State University mit Schwerpunkt auf die Nutzung der Website in Spanischkursen für Fortgeschrittene der Universität durchgeführt.